# Johann Georg von Schoen
Johann Georg Ritter von Schoen, auch Schön, (* 7. September 1838 in Venedig; † 11. Juli 1914 in Wien) war ein österreichischer Bauingenieur und Hochschullehrer. Er war Rektor der Technischen Hochschulen in Wien und Brünn.

## Leben
Johann Georg Schoen studierte nach dem Besuch der Oberrealschule in Wien-Schottenfeld von 1856 bis 1861 am k.k. Polytechnischen Institut in Wien unter anderem bei Adam von Burg und Josef Stummer von Traunfels. Von 1860 bis 1863 studierte er an Akademie der bildenden Künste Wien Architektur bei August Sicard von Sicardsburg und Eduard van der Nüll. Ab 1861 war er Assistent und Supplent an der Lehrkanzel für Straßen- und Wasserbau am Polytechnischen Institut, ab 1868 war als Eisenbahningenieur bei der k.k. Südbahn und der Ottomanischen Eisenbahn am Balkan tätig.
1871 wurde er zum ordentlichen Professor für Wasser-, Straßen- und Eisenbahnbau an die Technische Hochschule in Brünn berufen, wo er von 1872 bis 1874 und 1876 bis 1878 als Dekan die Bauingenieurschule leitete und im Studienjahr 1874/75 zum Rektor gewählt wurde. In Brünn stand er dem Mährischen Gewerbeverein von 1875 bis 1879 als Vizepräsident und von 1880 bis 1882 als Präsident vor. Für das Mährische Gewerbemuseum übernahm er Entwurf und Bauleitung des 1883 fertiggestellten Museumsgebäudes. In diesem Jahr wurde er zum Ehrenmitglied des Mährischen Gewerbevereins ernannt.
Von 1882 bis zu seiner Emeritierung im Jahr 1909 war er ordentlicher Professor für Straßen- und Wasserbau an der Technischen Hochschule Wien. Im Studienjahr 1885/86 wurde er zum Rektor der Technischen Hochschule Wien gewählt. Zusätzlich unterrichtete er von 1883 bis 1911 auch an der Hochschule für Bodenkultur, ab 1896 war er dort Honorardozent für Allgemeinen Wasserbau.
1891 entwarf er die Organisationsstruktur für eine hydrographische Zentral-Staatsanstalt in Österreich, welche 1893 mit dem Hydrographischen Zentralbüro im k.k. Ministerium des Innern eingerichtet wurde.
Johann Georg Schoen verfasste eines der ersten Lehrbücher für Tunnelbau. Als Gutachter fungierte er unter anderem im Zuge der Einwölbung des Wienflusses, bei der Planung von Schiffshebewerken am Donau-Moldau-Elbe-Kanal sowie beim Ausbau des Hafens Triest.
1878 wurde er zum Regierungsrat und 1900 zum Hofrat ernannt, 1890 wurde er nobilitiert.
Johann Georg Schoen starb 1914 im Alter von 75 Jahren. Sein Vater war der Eisenbahnarchitekt Johann Carl Schoen (1805–1848).
Schoen war Mitglied der Wiener Burschenschaft Olympia.

## Publikationen (Auswahl)
- 1863: Grundzüge der Perspective
- 1866: Der Tunnel-Bau, 2. Auflage 1874
- 1866: Instruction für die Manipulationen bei den barometrischen Höhenbestimmungen
- 1910: Die Wasserversorgung von Brünn